# Hyperledger
Hyperledger est une plateforme open source de développement de blockchain. Ce projet a été lancé en décembre 2015 par la fondation Linux. Le développement s'y fait essentiellement en langage Go. Elle regroupe différents frameworks permettant de développer des contrats intelligents ou des applications décentralisées dans la blockchain, à destination des entreprises,,,,.